# Wargandí
Wargandí (plným názvem Comarca Guna de Wargandí) je indiánská rezervace v Panamě (další možná česká pojmenování mohou být výrazy indiánský region nebo indiánské teritorium). Přesný španělský název je „comarca indígena“. Pojem comarca je tradiční název pro administrativní dílčí územní celky Španělska a jeho bývalých kolonií. Panamské comarcas indígenas jsou území, kde podstatnou část obyvatelstva tvoří původní indiánské kmeny. Comarca byla ustanoven zákonem číslo 34 z 25. července 2000. Z hlediska administrativně-územního členění Panamy spadá pod provincii Darién. Většina obyvatelstva náleží k indiánskému etniku Guna.